# Chapalai-tó
A Chapalai-tó (spanyolul Lago de Chapala) Mexikó legnagyobb, egyben Latin-Amerika harmadik legnagyobb tava.

## Leírás
Az 1147 km² területű tó Mexikó délnyugati részén, Jalisco és Michoacán államok határán terül el a tenger szintje felett 1523 méterrel. 86%-a Jaliscóhoz, 14%-a Michoacánhoz tartozik. Belőle származik a több millió lakosú guadalajarai agglomeráció ivóvízellátásának körülbelül 60%-a.
Az emberi történelem előtti időkben a tó sokkal nagyobb területű volt, mint ma, ám nyugati részén a rétegek megcsúszása miatt új lefolyása alakult ki, ami lecsökkentette a vízszintet és ezáltal a tó területét is. A későbbi felszínváltozások elzárták ez a lefolyást, így az északkeleti részén új helyen, a mai Ocotlánnál kezdett kiömölni a tóból a víz, így alakult ki a Río Grande de Santiago folyó forrása. Az északkeleti részen található Ciénega de Chapala nevű mocsár lecsapolása és kiszárítása előtt a tó víztérfogata 5,6 km³ körüli volt, utána azonban 4,5-re csökkent. Manuel Cuesta Gallardo jaliscói kormányzó javaslatára, Porfirio Díaz elnök engedélyével 1905 és 1910 között felépült a Jamay és La Palma közötti gát, ennek hatására pedig a víztérfogat a mai közel 8 km³-re nőtt. A 3,5 méter magas gát hossza csaknem 20 km, a Lerma folyót La Maltarañánál keresztezi.
A tavat tápláló folyók és patakok közül a keleti irányból beömlő Lerma a legjelentősebb, a lefolyás a Santiago folyón keresztül történik, amely az északnyugati partokon ered, és a tó vizét 460 km utat megtéve a Nayarit állambeli San Blas közelében a Csendes-óceánba vezeti.
A parton vagy part közelében fekvő települések közül a jelentősebbek: Chapala, Poncitlán, Ocotlán, Jamay, Jocotepec, Tuxcueca és Tizapán el Alto.

## Élővilága
A tó különösen gazdag madárvilággal rendelkezik: 1982 és 1995 között 153 fajt figyeltek meg. Közülük endemikus a bajszos ökörszem, a vöröskabátos rigó, a Geothlypis speciosa és a feketehátú trupiál, kváziendemikus a szürke selymesmadár, valamint szemiendemikus az ibolyakékvállú amazília, a Lucifer-kolibri, a szélescsőrű kolibri, a Tyrannus vociferans, az agyagszínű verébsármány, a feketefejű magvágó, a Scott-trupiál és az álarcos trupiál.
Halfajai közül endemikus a Menidia contrerasi, a Menidia sphyraena, az Ictalurus dugesii és a Menidia promelas, a környék veszélyeztetett emlősei pedig a Leptonycteris nivalis nevű denevér, az örvös pekari és a puma.
A tavat felvették a Ramsari egyezmény által védett területek közé is.

## Képek

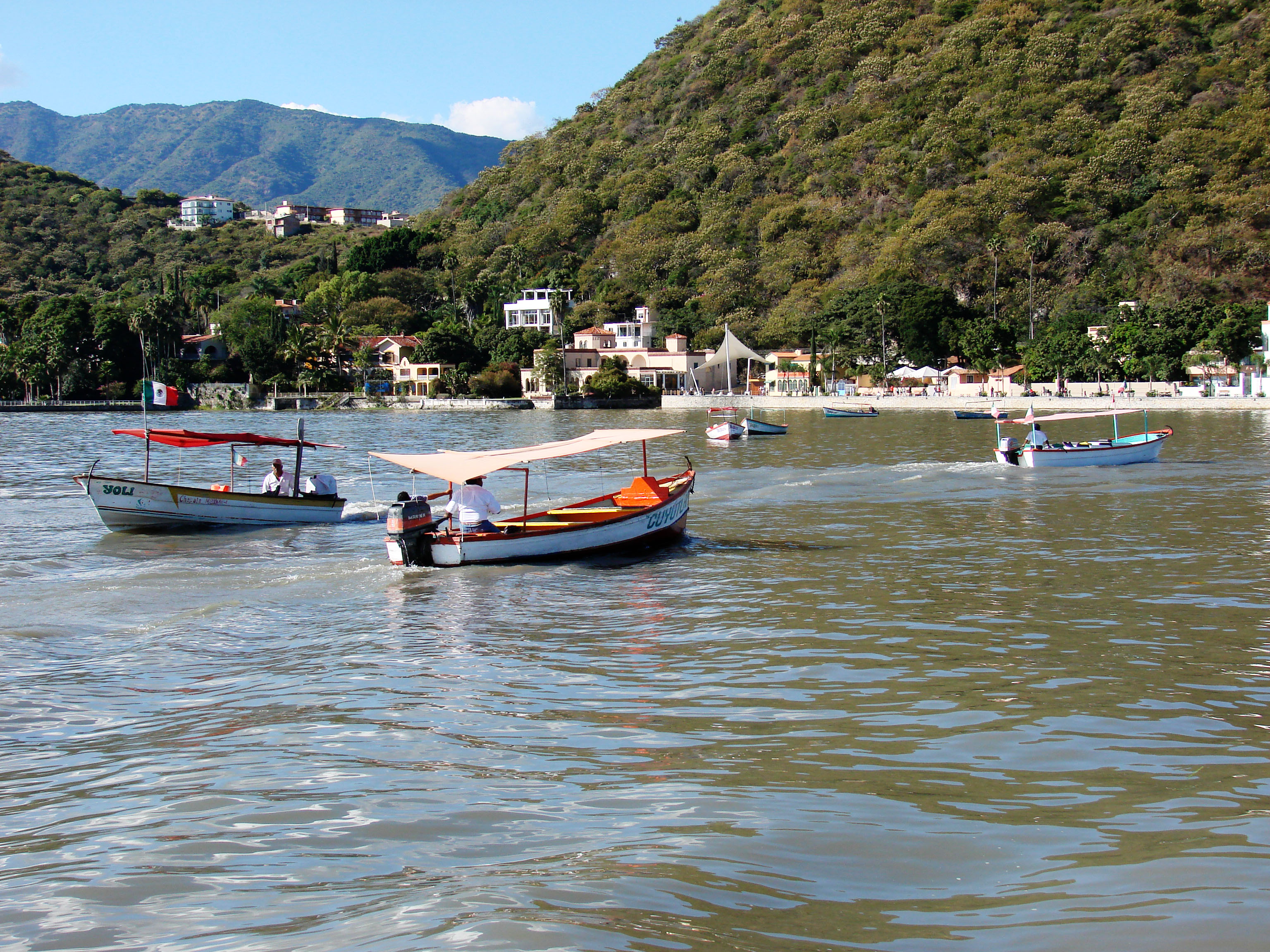
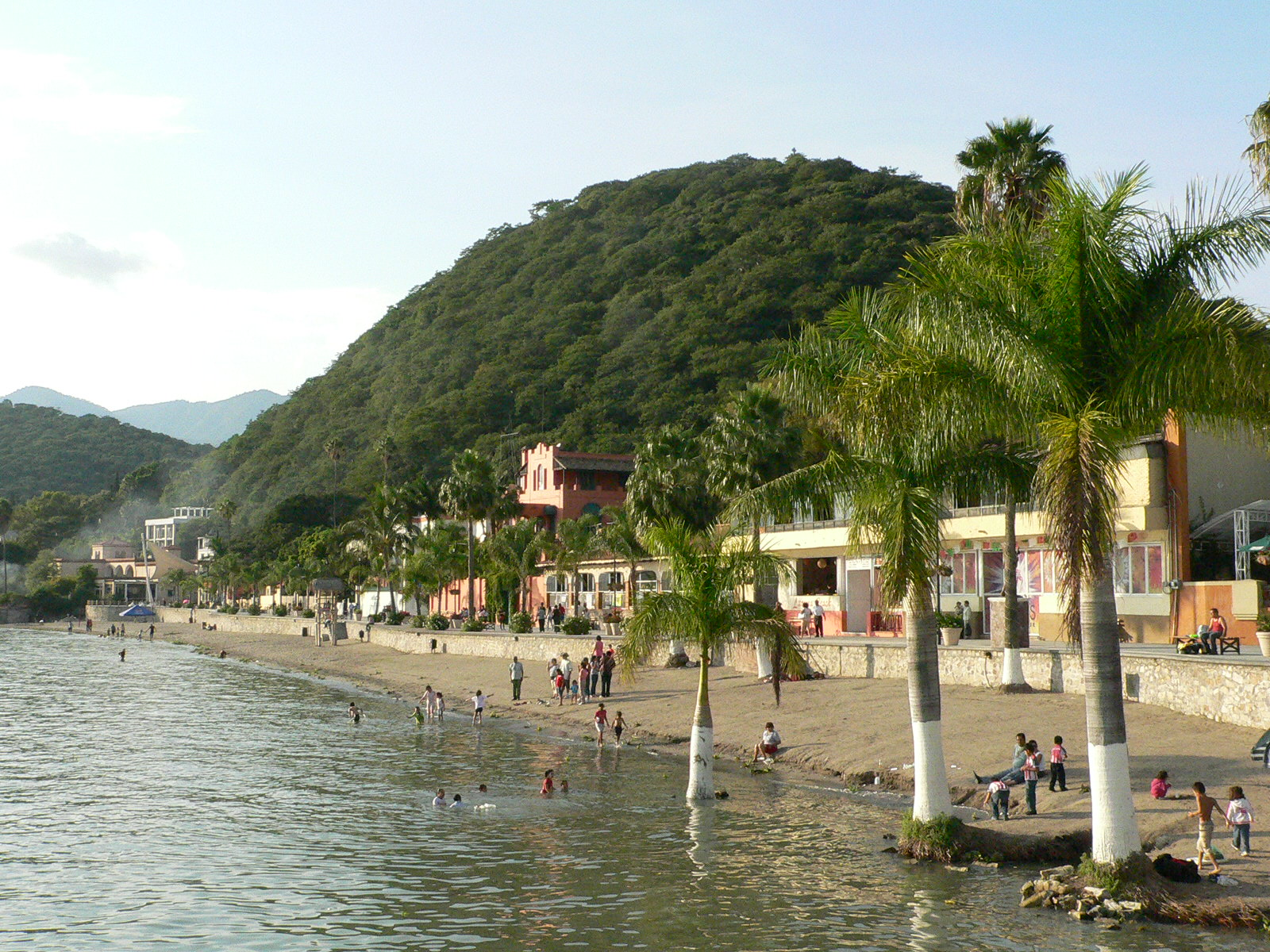
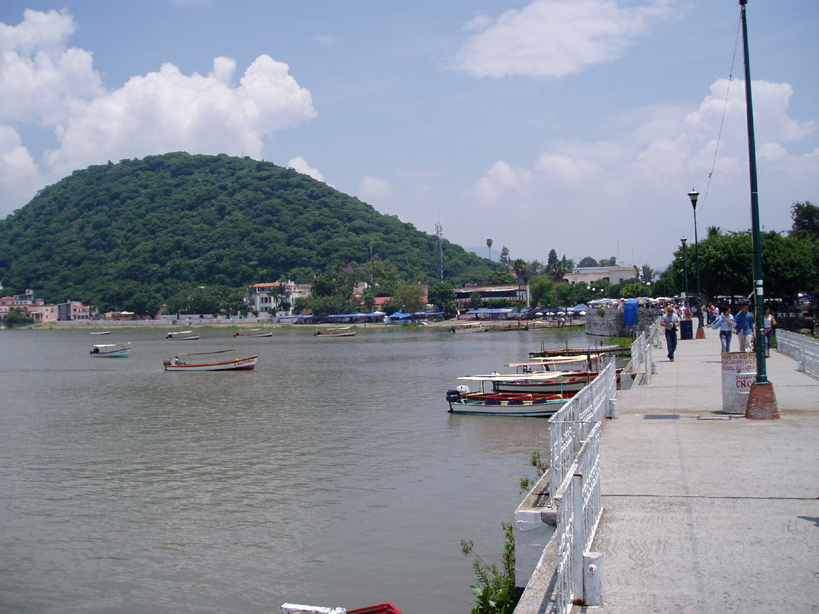
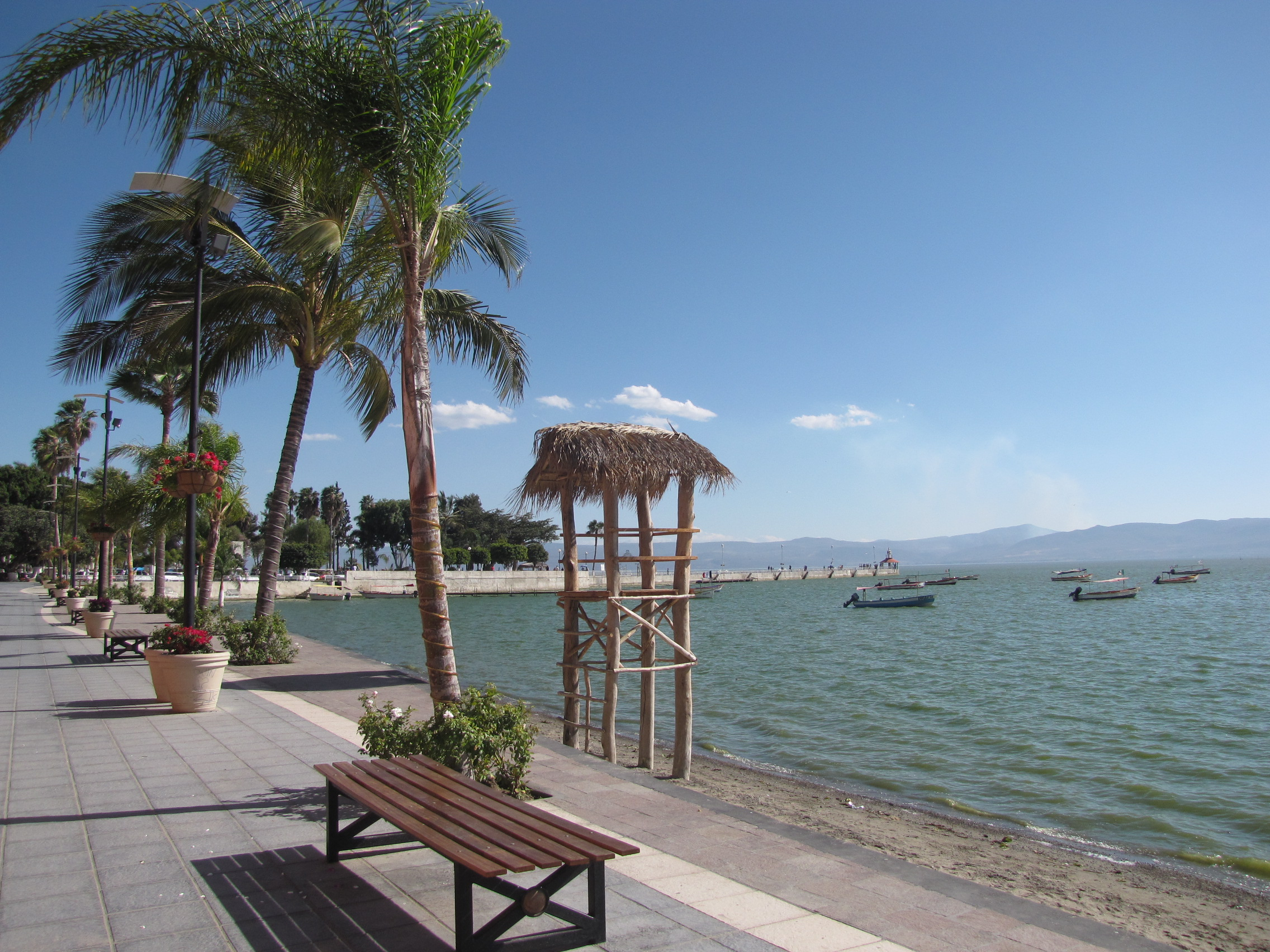
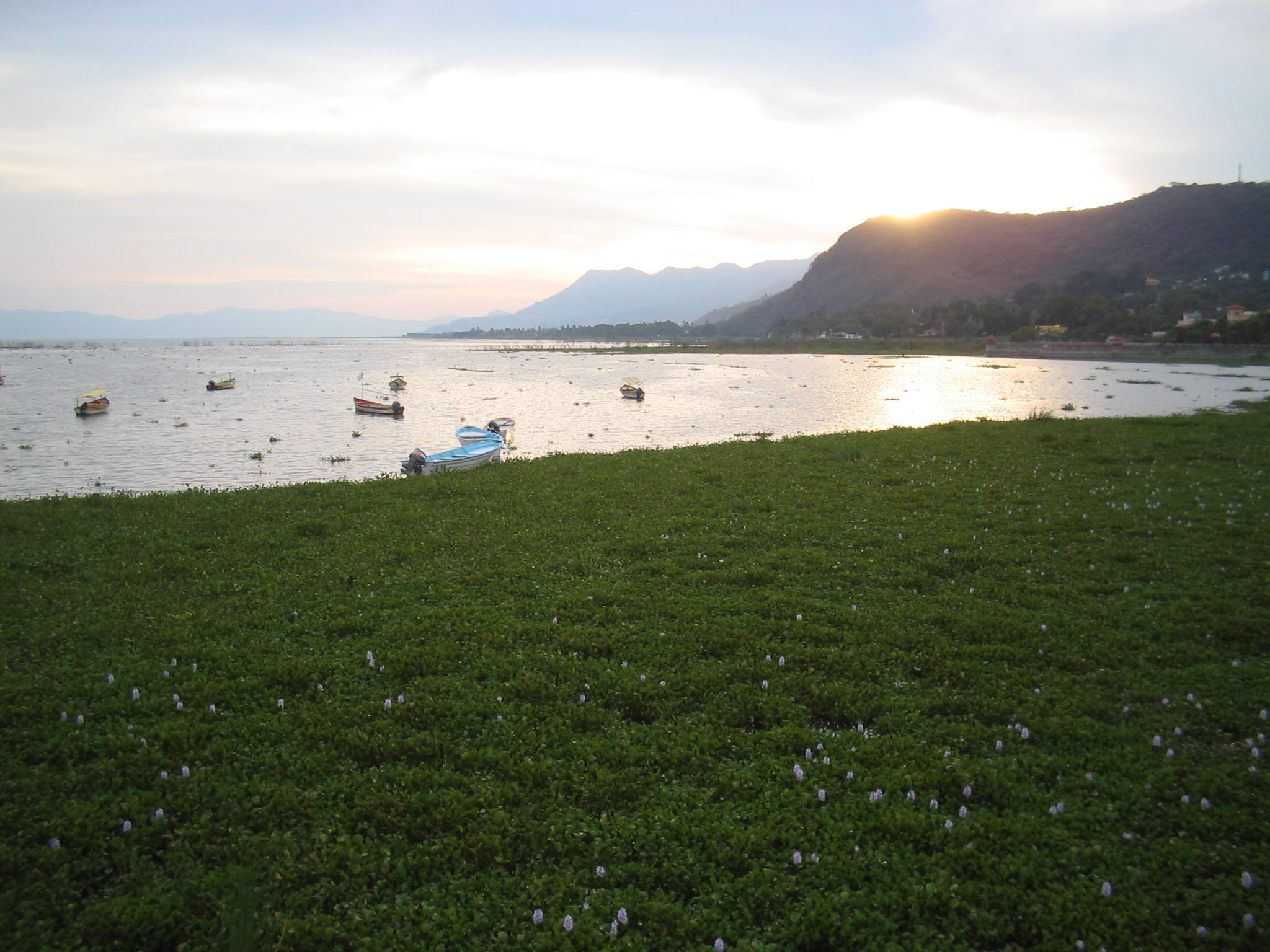
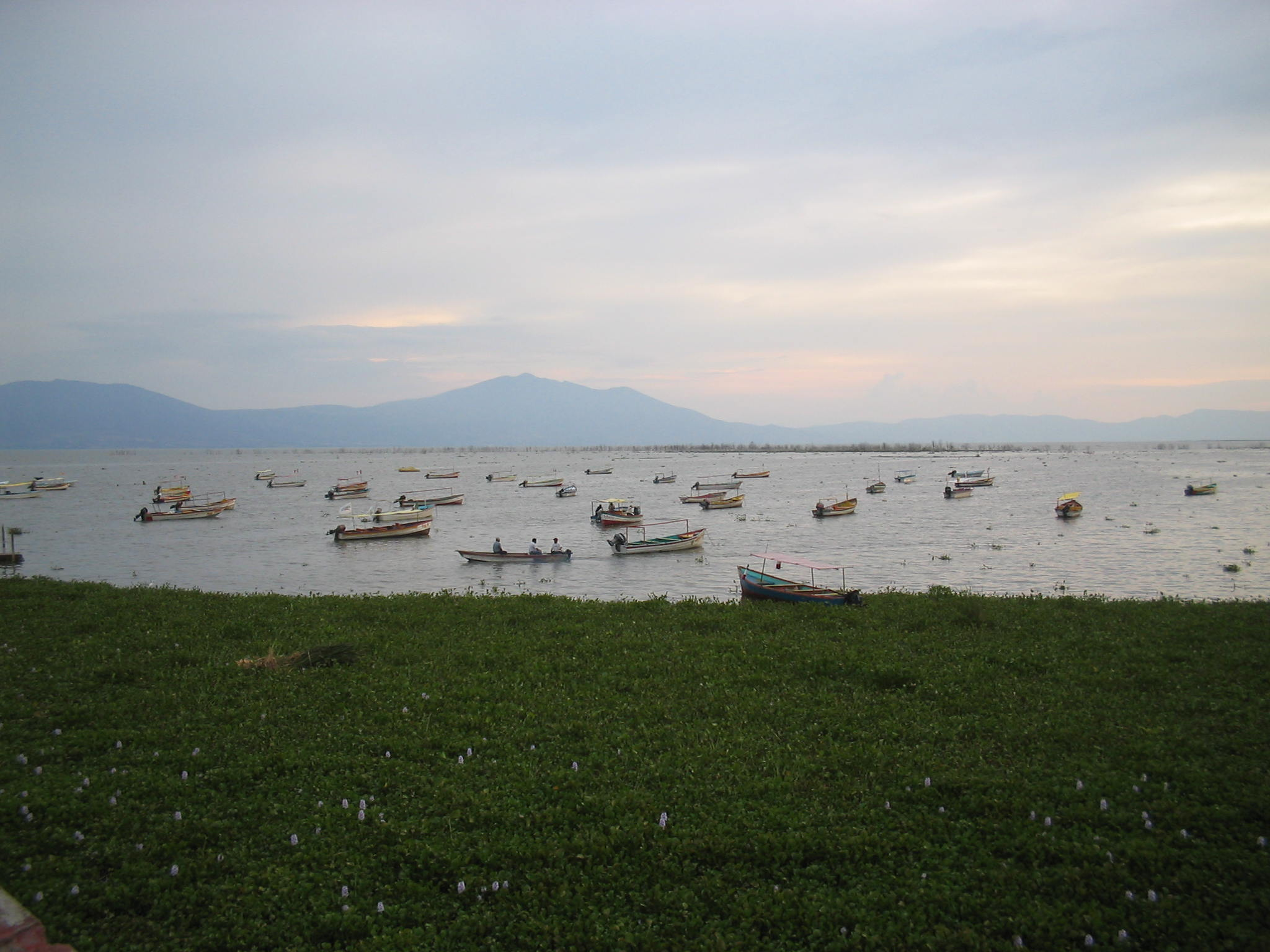